# 浅原正基
浅原正基（あさはら せいき、1916年 - 1996年5月14日）は、元日本陸軍上等兵、ハルビン特務機関員。シベリア抑留の際、「自発的」に兵士、下士官などの労農プロレタリア階級から発生したとされる民主運動のリーダー。

## 生涯
東京出身。旧制山形高等学校を経て東京帝国大学文学部社会学科卒業。帝大在学中には木村三郎・山口正之らと日本共産党の地下活動に関わっている。その後応召を受け中国戦線で従軍、満洲で終戦を迎えてソ連軍捕虜となりシベリアに抑留された。
シベリアでは共産党史研究に従事する一方で、抑留者向けの新聞『日本しんぶん』（日本新聞とも）の編集委員を務め自身も諸戸文夫（もろと ふみお）の筆名でたびたび寄稿。イワン・コワレンコKGB中佐等、ソ連軍と結託し抑留者の吊し上げを行ったとされる。
彼は袴田陸奥男とともに抑留者から恐れられ、「シベリア天皇」（最高権力者という意味）と呼ばれ、ソ連からの援助を受けたとされる。しかしハバロフスク地区のグループ内の対立から、1950年に『日本しんぶん』を追われ戦犯ラーゲリに移送。それまで自らが吊し上げを行ってきた「前職者」に非難された後、「一連の吊し上げは悪かった」と謝罪した。
ハバロフスク収容所第21分所に同様に収容されていた中村百合子は、「民主グループ」の浅原を「自分がいい子になりたいために、人を売り、自分を偽り、そして少しでも働かずに早く帰りたいという利己的な欲望に負けたかわいそうな人が、浅原の本当の姿だった。」と記した（「赤い壁の穴」 武蔵野書房、1956年）。　また、中村は「赤い壁の穴」刊行直後の「赤いジャム」という一文で、浅原に、病人も働かせるのはおかしいから当局に申し入れてほしいと言ったところ、「働けるのにグズグズ言っているだけだ」と断られた。と記している。
1955年に野溝勝ら社会党左派の議員が浅原も収容されている戦犯ラーゲリの視察に訪れた際、抑留者の一部が決死の覚悟で窮状を訴えた。収容所から特別待遇を受けていた浅原は収容所側を擁護する発言をしようとして、他の収容者らから野次や怒号を浴び、議員らを呆然とさせた。なお、ソ連を支持する議員らからなる視察団は、収容所の実態を知りながらも収容者らを戦犯と呼んだ上でその待遇を賞賛して事実を隠匿し、日本国民が真実を知るのは収容者らの帰国後であった。
浅原は1956年に帰国。ソ連文献の翻訳を手掛ける傍ら、日本共産党に一時入党するが後に離党。協同産業社長を務め、晩年までソ連共産党や社会主義協会との関係を続けた。1981年にソ連科学アカデミーより、歴史学の名誉博士号を授与。
1996年5月14日、肺癌のため死去。